# مقاطعة غريفنماكر
مقاطعة غريفنماكر (بالإنجليزية: Grevenmacher District)‏ هي كانتون في لوكسمبرغ، تتبع لوكسمبورغ، بلغ عدد سكانها 66٬207 نسمة، في 1 يناير 2015، تبلغ مساحتها 524٫8 كيلومتر مربع.